# Frederico Sousa
Pas d'image ? Cliquez ici

a Compétitions nationales et continentales officielles uniquement.

b Matchs officiels uniquement.
Dernière mise à jour le 12 décembre 2024.
Frederico Sousa, né le 18 août 1978 à Lisbonne (Portugal), est un joueur de rugby à XV international portugais. Il évolue au poste de centre. 

## Biographie
Frederico Sousa fait partie du groupe portugais retenu pour disputer la Coupe du monde 2007 en France. Il dispute trois matchs lors de la compétition.

## Statistiques internationales
- 47 sélections avec le Portugal entre 2000 et 2007
- 4 essais, 20 points
- Coupe du monde de rugby à XV 2007 : 3 matchs.

## Palmarès
- Finaliste du Championnat du Portugal de rugby à XV en 2006 et 2007